# Contact (videogioco)
Contact (コンタクト?, Kontakuto) è un videogioco di genere action RPG sviluppato dalla software house giapponese Grasshopper Manufacture e pubblicato nel 2006 per Nintendo DS.

## Trama
Un professore innominato che viaggia su un'astronave con il suo animaletto viene attaccato da un gruppo misterioso chiamato "Klaxon Army", e il suo veicolo finisce per precipitare su un pianeta sconosciuto: l'impatto danneggia l'astronave e disperde i cristalli che servono come carburante.
A questo punto inizia l'avventura: il professore entra in contatto con un ragazzo di nome Terry, al quale richiede di completare missioni che gli permettano di recuperare i cristalli, l'unico modo che entrambi hanno per tornare a casa.

## Caratteristiche
Il gioco fa un uso particolare delle possibilità offerte dal doppio schermo del DS: sullo schermo superiore è sempre raffigurato il professore nell'abitacolo dell'astronave, mentre sullo schermo inferiore si sviluppa l'avventura vera e propria con Terry che si muove per le varie ambientazioni accessibili sul pianeta. La dicotomia tra le due varie situazioni è rappresentata dai differenti stili grafici adottati: mentre il professore e la sua astronave sono disegnati in uno stile semplice e dai colori piatti che rimanda alla pixel art, gli scenari del pianeta sono costituiti da immagini pre-renderizzate e decisamente più dettagliate.
Un altro aspetto particolare di Contact è la sua rottura della quarta parete, data dal fatto che, mentre il professore si serve di Terry per i suoi scopi, sono più le volte in cui egli si rivolge direttamente al giocatore spiegandogli le meccaniche di gioco, piuttosto che a Terry. Da notare che il giocatore viene a tutti gli effetti considerato come un "personaggio" del gioco, che nel sito ufficiale del gioco viene incluso nell'elenco dei protagonisti.

## Modalità di gioco
Il sistema di combattimento del gioco è in tempo reale, il che permette a Terry di salire di livello anche nel corso di una battaglia. Da notare come le statistiche dei suoi attributi (es. attacco, difesa...) non crescano all'unisono all'aumentare di livello, ma si modifichino in accordo alle azioni da lui compiute: per esempio il subire danni causerà un aumento della difesa al salire di livello, il danneggiare i nemici incrementerà l'attributo forza e via dicendo. Questi cambiamenti nelle statistiche vengono rappresentati da icone che appaiono sopra la testa di Terry.
Il sistema delle armi le suddivide in tre tipologie: a mani nude (guantoni), contundenti (bastoni, ...) e da taglio (coltelli, spade...). È importante passare da una tipologia di arma a un'altra, non solo per sfruttare le debolezze dei nemici a seconda del tipo di danno prodotto, ma anche perché così facendo Terry acquisisce varie abilità diversificate.
Tra i vari oggetti che si possono acquisire vi sono anche dei costumi, ad esempio da pilota o pescatore, in grado di potenziare specifiche statistiche, far ottenere nuove abilità e persino poteri magici basati sugli elementi classici.
Per finire, vi sono anche degli stickers (tradotto come "sigilli" nella versione italiana), i quali possono essere usati su di Terry una sola volta per attribuirgli nuove abilità: ad esempio, uno di essi è indispensabile per raccogliere i cristalli. Altri sigilli hanno effetti casuali, come ripristinare l'energia di Terry o tramutare i nemici in pecore.